# Hajjiabad
Hājjīābād (farsi, حاجی‌آباد) è una città dello shahrestān di Zirkuh, circoscrizione Centrale, nella provincia del Khorasan meridionale. Aveva, nel 2006, una popolazione di 4.333 abitanti. 